# 606
| [ Edytuj tabelę ]          |                             |
| Cesarz Bizancjum           | - 602 Fokas 610             |
| Cesarz Chin                | - 604 Sui Yangdi 618        |
| Król Essexu                | - 604 Saebert 616           |
| Król Franków               | - 584 Chlotar II 629        |
| Król Franków w Austrazji   | - 595 Teudebert II 612      |
| Cesarz Japonii             | - 592 Suiko 628             |
| Król Kentu                 | - 560 Ethelbert I 616       |
| Patriarcha Konstantynopola | - 596 Cyriak II 606         |
| Władca Korei               | - 590 Yŏngyang 618          |
| Król Longobardów           | - 590 Agilulf 616           |
| Papież                     | - 604 Sabinian 606          |
| Król Persji                | - 590 Chosrow II Parwiz 628 |
| Król Wizygotów             | - 603 Witeryk 610           |

Rok 606 / DCVI
stulecia: VI wiek ~
VII wiek ~
VIII wiek

lata: 596 «
601 «
602 «
603 «
604 «
605 «
606
» 607
» 608
» 609
» 610
» 611
» 616

## Urodzili się
- Fatima, córka proroka Mahometa (data sporna lub przybliżona)

## Zmarli
- 22 lutego - Sabinian - papież